# 라오스의 경제
라오스의 경제는 1986년 신경제 체제에 의해 중앙집권적 경제체제에서 탈피한 시장경제체제이다. 1986년과 1989년 사이의 경제 개혁은 라오스의 국민 경제를 상당히 향상시켰다고 평가되며 많은 기업의 설립을 도왔고 국민 소득의 증가를 가져왔다. 하지만 이런 경제 개혁의 영향은 제한적이어서 중화인민공화국, 태국, 베트남 등 국경 지대에 거주하는 국민들과 그렇지 않은 국민들의 생활 수준의 차이가 있어 어려움을 겪고 있다.
라오스 경기 침체의 또 다른 요인은 외국인의 투자 부족이다. 열악한 경제적인 환경으로 인한 거시경제의 높은 불안정성과 높은 인플레이션, 불안정한 환율은 외국 투자자로 하여금 불확실성이라는 위험 요소를 안게 하였다. 이러한 상황 때문에 가난의 악순환이 반복되고 있으며 이에 대해 학자들은 사회간접자본의 확충 등을 통한 경제 발전의 기틀 마련이 필요하다고 보고 있다.
거시경제적 목표로는 물가 및 환율의 안정, 재정적자의 축소, 금융시장의 강화, 민간부문에 대한 정부 개입의 축소, 국영기업의 민영화가 있다. 세계은행 발표에 의하면 라오스의 국민소득은 1989년 135 달러에서 1996년 230 달러로 상승했다. 라오스는 1997년 7월 아세안 정회원국으로 가입했고 역내 국가들과의 협력을 강화하고 있으며 다각적인 경제 협력 및 원조 외교를 구상하고 있으나 재정적인 어려움으로 한계에 봉착하고 있다.

## 산업

### 농업
농업은 라오스 전체 GDP의 51.5%를 차지하고 있는 산업으로 이 중 90%가 쌀을 재배하는 논농사이다. 하지만 트랙터와 탈곡기같은 농기계는 거의 사용되지 못하고 있으며 경운기가 적은 양을, 물소가 대부분의 일을 한다. 그리고 벼 수확은 아직 낫을 이용한다. 라오스는 3모작이 가능한 기후이나 관개수로의 부족으로 대부분 지역이 우기철을 이용한 1모작만을 하고 있는 상황이다. 이러한 상황 때문에 면적 당 수확량은 침수, 비료의 부족, 관개수로의 부족으로 상당히 낮은 수준이다. 1997년 ha당 2.77톤으로 총 생산량은 1,660,000톤이다. 쌀 수확은 충분하지 않아 태국 등 주변국에서 수입하고 있는 상황이다.
라오스에서 생산되는 농산품으로는 커피, 설탕, 아편 등이 있다. 아편은 주로 높은 산에 거주하는 샨족에 의해 재배되고 있으며 수출되어 라오스의 큰 수입원이 되고 있다. 라오스는 1997년 세계 3위의 아편 생산국으로 알려지고 있다.

### 경공업
주요 산업으로는 담배산업, 비철금속, 제련업 등의 1, 2차 산업이 있으며 2차 산업은 경공업이 있다. 개혁의 영향으로 담배, 인, 주석, 의류, 잎차와 같은 원재료 및 1차 상품의 수출이 증가했으며 포장 기계, 기계 설비, 강재, 화공기계와 같은 기계류의 수입이 증가하고 있다. 바다가 없는 내륙국이기 때문에 지리적으로 바다가 없어 수송이 어렵기 때문이며 제 3국을 경유해야만 무역을 할 수 있는 상황이 경공업과 중공업의 발전을 저해한 요인이라고 생각된다. 불안정한 정치와 경제 상황도 더해진다.

### 금융
라오스의 물가는 안정적이지 않아 환율도 매우 유동적이다. 라오스에서 유통되는 주된 외화는 태국의 바트화이며 미국 달러에 비해 강세를 보이고 있다. 라오스의 은행은 대부분 국영 은행이 차지하고 있다. 총자산의 50%를 라오스 무역 은행이 보유하고 있으며 무역과 해외자본이전을 맡고 있다. 라오스에는 7개의 국영 민간 은행과 외국 은행이 존재한다. 라오스 중앙과 북부에 위치한 은행은 라오스 메이(Lao May)와 레인(Lane Xang) 은행이 있으며 남부에는 팍 타이(Pak Tai) 은행이 존재한다. 외국 은행으로는 말레이시아의 퍼블릭 뱅크, 영국의 스탠다드차타드 뱅크, 중화민국의 퍼스트 상업 은행이 수도 비엔티엔에 존재하며 태국이 9개의 지점을 갖고 있다.

## 참고자료
- 배세영 (2017년 9월 14일). 《동아시아 경제의 이슈》. 2019년 1월 16일에 확인함.